# Meliobba shafferyi
Meliobba shafferyi é uma espécie de gastrópode  da família Camaenidae.
É endémica da Austrália.